# Twierdzenie Gibbarda-Satterwaite’a
Twierdzenie Gibbarda-Satterwaite’a – powstało na podstawie systemu głosowania mającego wyłonić pojedynczego zwycięzcę w wyniku głosowania, w którym każdy z głosujących ustawia kandydatów w kolejności swoich preferencji.
Głosi ono, że jeżeli występują więcej niż dwie możliwości do wyboru, to by wyłonić jednego zwycięzcę głosowanie musi spełniać jedną z trzech zasad:
- procedura głosowania jest dyktatorska,
- istnieje kandydat, który w żadnych okolicznościach nie może wygrać,
- głosowanie jest podatne na głosowanie taktyczne, w sensie że, istnieją warunki pod którymi głosujący posiadający pełną wiedzę o tym jak zamierzają głosować inni i o tym jaka jest procedura głosowania, będzie miał interes głosować inaczej niż podpowiadają mu jego preferencje.

## Wnioski
Ponieważ w rzeczywistych, demokratycznych systemach głosowania nie można uniemożliwić któremuś z kandydatów wygrania ani nie ma wyborów dyktatorskich, to żadna demokratyczna procedura głosowania nie jest odporna na manipulowanie preferencjami za pośrednictwem nieszczerych deklaracji głosujących.
Reasumując, w państwach niedyktatorskich występują trudności w tworzeniu uporządkowania społecznego. Dotyczą one w szczególności:
- wielowierzchołkowych preferencji głosujących,
- taktycznego głosowania, nieodzwierciedlającego swoich faktycznych preferencji.